# Astragalus flexuosus
Astragalus flexuosus är en ärtväxtart som beskrevs av George Don jr. Astragalus flexuosus ingår i släktet vedlar, och familjen ärtväxter.

## Underarter
Arten delas in i följande underarter:
- A. f. diehlii
- A. f. flexuosus
- A. f. greenei